# Moutiers-sur-le-Lay
Moutiers-sur-le-Lay és un municipi francès situat al departament de Vendée i a la regió de País del Loira. L'any 2007 tenia 614 habitants.

## Demografia

### Població
El 2007 la població de fet de Moutiers-sur-le-Lay era de 614 persones. Hi havia 260 famílies de les quals 68 eren unipersonals (40 homes vivint sols i 28 dones vivint soles), 108 parelles sense fills, 76 parelles amb fills i 8 famílies monoparentals amb fills.
La població ha evolucionat segons el següent gràfic:
Habitants censats

### Habitatges
El 2007 hi havia 337 habitatges, 270 eren l'habitatge principal de la família, 49 eren segones residències i 18 estaven desocupats. 328 eren cases i 5 eren apartaments. Dels 270 habitatges principals, 228 estaven ocupats pels seus propietaris i 42 estaven llogats i ocupats pels llogaters; 10 tenien dues cambres, 39 en tenien tres, 71 en tenien quatre i 150 en tenien cinc o més. 209 habitatges disposaven pel capbaix d'una plaça de pàrquing. A 130 habitatges hi havia un automòbil i a 122 n'hi havia dos o més.

### Piràmide de població
La piràmide de població per edats i sexe el 2009 era:
| Homes | Edats   | Dones |
| ----- | ------- | ----- |
| 0     | 95 o +  | 0     |
| 0     | 90 a 94 | 0     |
| 0     | 85 a 89 | 8     |
| 8     | 80 a 84 | 12    |
| 8     | 75 a 79 | 20    |
| 24    | 70 a 74 | 16    |
| 24    | 65 a 69 | 32    |
| 36    | 60 a 64 | 16    |
| 12    | 55 a 59 | 16    |
| 28    | 50 a 54 | 16    |
| 12    | 45 a 49 | 24    |
| 16    | 40 a 44 | 8     |
| 12    | 35 a 39 | 4     |
| 20    | 30 a 34 | 8     |
| 28    | 25 a 29 | 12    |
| 12    | 20 a 24 | 24    |
| 16    | 15 a 19 | 12    |
| 4     | 10 a 14 | 0     |
| 8     | 5 a 9   | 0     |
| 8     | 0 a 4   | 16    |

## Economia
El 2007 la població en edat de treballar era de 379 persones, 262 eren actives i 117 eren inactives. De les 262 persones actives 244 estaven ocupades (148 homes i 96 dones) i 18 estaven aturades (6 homes i 12 dones). De les 117 persones inactives 48 estaven jubilades, 21 estaven estudiant i 48 estaven classificades com a «altres inactius».

### Ingressos
El 2009 a Moutiers-sur-le-Lay hi havia 272 unitats fiscals que integraven 632,5 persones, la mediana anual d'ingressos fiscals per persona era de 16.042 €.

### Activitats econòmiques
Dels 24 establiments que hi havia el 2007, 1 era d'una empresa alimentària, 2 d'empreses de fabricació d'altres productes industrials, 4 d'empreses de construcció, 3 d'empreses de comerç i reparació d'automòbils, 3 d'empreses d'hostatgeria i restauració, 2 d'empreses financeres, 1 d'una empresa immobiliària, 3 d'empreses de serveis, 3 d'entitats de l'administració pública i 2 d'empreses classificades com a «altres activitats de serveis».
Dels 11 establiments de servei als particulars que hi havia el 2009, 1 era una oficina bancària, 2 tallers de reparació d'automòbils i de material agrícola, 2 paletes, 1 guixaire pintor, 1 fusteria, 1 perruqueria i 3 restaurants.
L'únic establiment comercial que hi havia el 2009 era una fleca.
L'any 2000 a Moutiers-sur-le-Lay hi havia 31 explotacions agrícoles que ocupaven un total de 1.302 hectàrees.

## Equipaments sanitaris i escolars
El 2009 hi havia una escola elemental.

## Poblacions més properes
El següent diagrama mostra les poblacions més properes.